# Флаг Финляндии

Схема флага

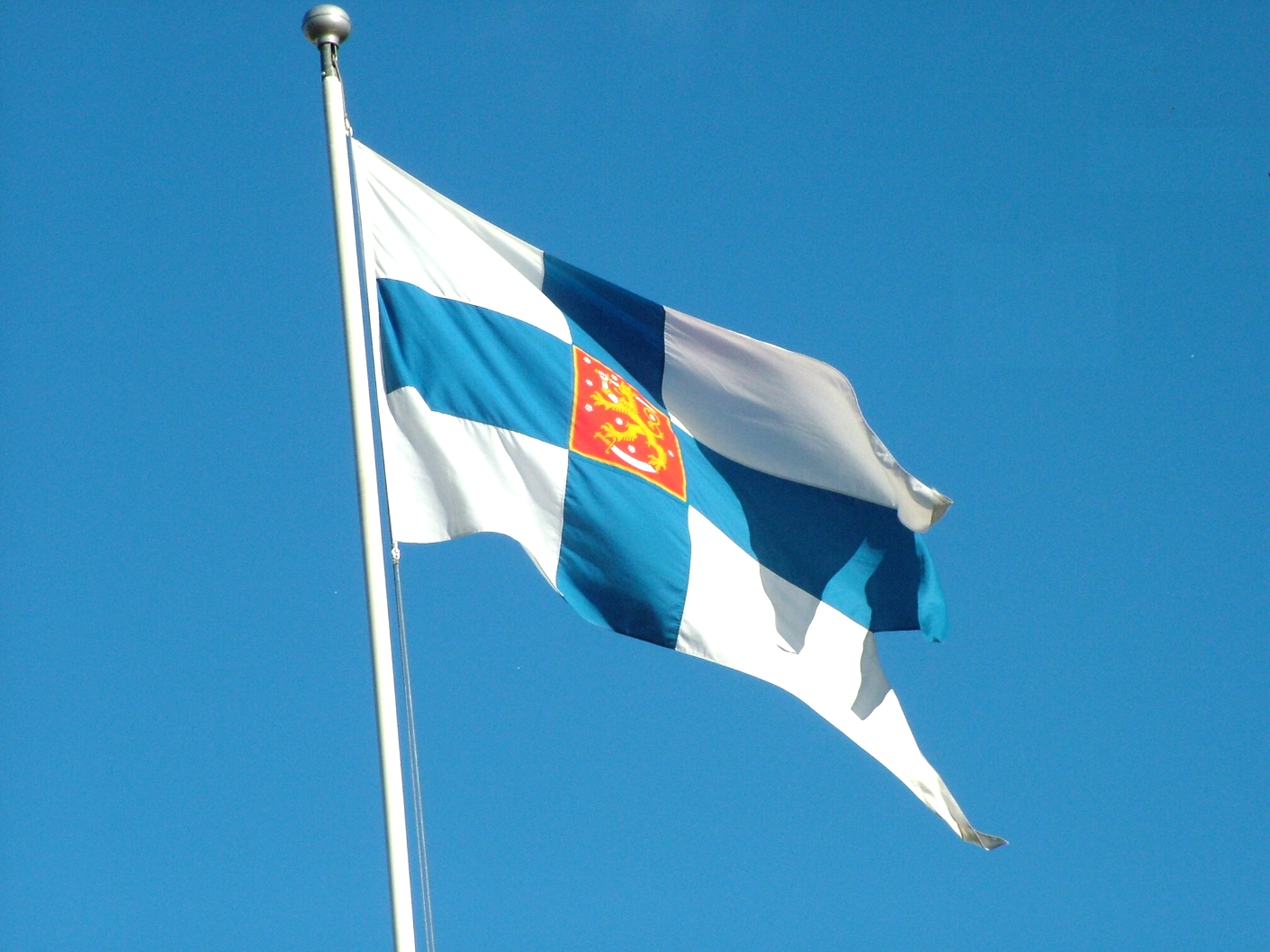
Государственный военный и морской флаг Финляндии с косицами

Флаг Финляндии (неофициальное название на финском языке siniristilippu — «синекрестный флаг») является одним из государственных символов Финляндской Республики и представляет собой белое прямоугольное полотнище с синим скандинавским крестом.

Существуют национальный (гражданский) и государственные флаги Финляндии.

Национальный (гражданский) флаг (фин. kansallislippu) — прямоугольное полотнище с отношением его ширины к длине — 11:18. 

Крестовины синего креста имеют ширину в 3/11 ширины флага. 

Каждый белый прямоугольник имеет ширину в 4/11 ширины флага, при этом два прямоугольника у древкового края полотнища имеют длину 5/11 ширины флага, а два прямоугольника у свободного края полотнища имеют длину 10/11 ширины флага.
Государственный флаг (фин. valtiolippu) существует в двух видах — прямоугольный и с «косицами». Он имеет изображение государственного герба в квадрате в центре креста. Квадрат имеет тонкую жёлтую кайму, ширина которой составляет 1/40 ширины крестовин креста.

Прямоугольный государственный флаг имеет такие же пропорции, как национальный флаг.

Государственный флаг с «косицами» (фин. kielekkeinen valtiolippu) имеет отношение ширины к длине как 11:19 и длину «косиц», равную 6/11 ширины флага с глубиной вырезов в 5/11 ширины флага. Средняя «косица» имеет своим основанием горизонтальную крестовину синего креста и равна ей по ширине. Две других «косицы» формируют верхний и нижний углы свободной части полотнища.

## Использование

Военный государственный флаг Финляндии с «косицами»

В соответствии с законом от 26 мая 1978 года № 380/78 «О финском флаге» каждый имеет право использовать национальный (гражданский) флаг.

Все финляндские суда должны для обозначения своей государственной принадлежности нести национальный флаг.

Прямоугольный государственный флаг используют парламент, правительство и его министерства, верховный суд, верховный административный суд, центральные органы государственной власти и управления, апелляционный суд, правительства провинций, церковные организации и православный синод, финляндские посольства, консульства и прочие дипломатические представительства, банк Финляндии, национальный пенсионный фонд, Финляндская Академия, пограничная стража, государственные университеты и высшие школы, государственные суда и корабли.

Государственный флаг с «косицами» используют Вооруженные Силы, их департаменты, институты, части и подразделения, корабли и суда. Такой флаг со специальным значком в верхнем левом прямоугольнике является должностным флагом министра обороны и командующего вооруженными силами.

Президент республики использует государственный флаг с «косицами» с жёлто-синим крестом Свободы в верхнем левом прямоугольнике.

Флаг президента Финляндии
Флаг министра обороны
Флаг командующего Вооруженными Силами

В соответствии с утвержденным правительством статутом от 26 мая 1978 года № 383/78 «Об использовании финского флага» днями официального общегосударственного подъёма национального флага установлены:
- 28 февраля — День Калевалы, день финской культуры;
- 1 мая — День финского труда;
- второе воскресенье мая — День Матери;
- 4 июня — День Вооружённых Сил;
- суббота между 20 и 26 июня — День середины лета, День финского флага;
- 6 декабря — День Независимости;
- дни, когда проводятся общенациональные выборы, муниципальные выборы, выборы в Европейский парламент или всеобщий референдум;
- день инаугурации президента Республики.

В эти дни флаг поднимается в 08:00 и спускается при заходе солнца, но не позже 21:00. Подъём флага в День финского флага производится накануне в 18:00 и спускается в День середины лета в 21:00. В День Независимости и в дни выборов, если голосование заканчивается после заката солнца, флаг спускается в 21:00.

## История
В XII веке современная территория Финляндии была под влиянием Швеции и в 1556 году получила статус герцогства, которому в 1581 году был дарован герб: «в червлёном щите окружённый девятью серебряными розами коронованный золотой лев, держащий в правой лапе, закованной в латы, серебряный меч, а задними лапами попирающий кривую восточную саблю». Золотой и червлёный (красный) цвета герба стали считаться финляндскими гербовыми (ливрейными) цветами. Уже в конце XVI века этот герб со львом был изображен на знамени шведского короля Юхана III.
В начале XVIII века в ходе Северной войны Россия завоевала под предводительством Петра I всю территорию современной Финляндии, но по Ништадскому мирному договору присоединила только большую часть финской Карелии. 

В 1809 году, во время наполеоновских войн, Российская империя окончательно завоевала и присоединила всю Финляндию, даровав ей особый автономный статус Великого княжества Финляндского, правителем которого стал российский император. 

После Восточной (Крымской) войны 1853—1856 годов впервые встал вопрос о флаге для торговых судов, приписанных к портам Великого княжества Финляндского. Ещё в 1861 году великий князь Константин Николаевич, брат императора Александра II, утвердил особый флаг для Нюландского яхт-клуба — прямой синий крест на белом полотнище с гербом Нюландской губернии в кантоне. 18 января 1910 года императором повелено установить для судов всех Яхт-клубов и Обществ любителей мореплавания (кроме Императорского Санкт-Петербургского яхт-клуба и Невского яхт-клуба) новые рисунки флагов взамен существующих - «по образцу кормового флага Невского Яхт-Клуба с помещением в верхнем крыже их Российского национального флага, а под ним в нижнем крыже изображение герба того города или губернии, в которых состоит или предполагается к отрытию указанные Яхт-Клубы или Общества». Этот флаг считается прообразом современного финского флага. В 1863 году, накануне заседания Сейма Великого княжества Финляндского возникло обсуждение — какие цвета являются национальными для Финляндии: гербовые золотой (жёлтый) и червлёный (красный) или синий и белый, которые предложил в 1862 году финский поэт Сакариас Топелиус — «Синий — для синих озёр, а белый — для снежных полей описанья». Газета «Хельсингфорс Дагблад» (швед. Helsingfors Dagblad) предложила проект национального флага — красное полотнище с жёлтым прямым крестом с широкой синей каймой

Но вопрос о национальных цветах так и не был внесен для обсуждения в Сейме.

Флаг Нюландского яхт-клуба 1861—18.01.1910
Флаг Нюландского яхт-клуба 18.01.1910-18.05.1918
Временный государственный флаг 04.12.1917—29.05.1918
Временный торговый флаг 04.12.1917—29.05.1918
Государственный флаг 29.05.1918—12.02.1920
Военный флаг 29.05.1918—12.02.1920
Морской и торговый флаг 29.05.1918—12.02.1920
Государственный флаг 12.02.1920—01.06.1978
Военный флаг 12.02.1920—01.06.1978

В результате Февральской революции император Николай II отрёкся от престола и должность великого князя Финляндского оказалась вакантной. На митингах и демонстрациях в Финляндии стали использоваться красные знамёна с гербовым изображением льва, а также бело-синие флаги, которые делали, отпарывая нижнюю красную полосу от российского флага. После провозглашения 6 декабря 1917 года независимости Финляндии специально учрежденный комитет Сената Финляндии предложил 21 декабря 1917 года проект государственного флага — красное прямоугольное полотнище с гербовым изображением льва, окруженного розами. Такой флаг был впервые поднят 28 декабря 1917 года на ледоколе, но из-за начавшейся в Финляндии гражданской войны закон принят не был и только 27 февраля 1918 года Сенат в г. Вазе (Вааса) своим постановлением установил считать данный флаг временным государственным флагом. Этим же постановлением был утвержден временный торговый флаг — красное прямоугольное полотнище с жёлтым скандинавским крестом с тонкой сине-белой каймой.

При вступлении в мае 1918 года в г. Гельсингфорс (Хельсинки) германских войск и финляндского шюцкора под командованием Карла Маннергейма на зданиях были подняты красные флаги со львом. 
Вскоре после обретения Финляндией независимости в 1917 году был проведен конкурс на лучший дизайн финского флага. Конкурс в основном включал предложения флагов красного и желтого или синего и белого цветов. В ходе конкурса был выбран флаг от артистов Ээро Снеллман и Бруно Туукканен. Дизайн флага был основан на эскизе поэта Захриса Топелиуса примерно в 1860 году. Выбор скандинавского креста для сине-белого флага символизировал прозападные взгляды страны, намекал на единство со странами Северной Европы. 
Ввиду того, что в ходе гражданской войны «красные финны» использовали красные знамёна и флаги, красное полотнище как основа государственного и торгового флага стало непопулярным, и 29 мая 1918 года Сенат утвердил белое полотнище с синим (голубым) скандинавским крестом как национальный (гражданский) флаг Финляндии. Для отличия гражданских судов от военных, ходящих теперь под государственным флагом, 18 мая 1918 года Нюландский яхт-клуб вернул свой флаг 1861 года и добавил узкий белый крест в основание синего. Государственный флаг был дополнен изображением государственного герба в центре креста, а военный и кормовой военно-морской флаг кроме изображения герба имел три косицы. 12 февраля 1920 года оттенок синего цвета креста был изменен с голубого на более темный синий и из изображения государственного герба была убрана венчавшая его корона.

1 июня 1978 года был принят действующий закон о флагах Финляндии и отменен закон от 29 мая 1918 года (с изменениями от 12 февраля 1920 года).